# Akcja Leitgeber
Akcja Leitgeber – zamach dokonany przez Armię Krajową 21 lutego 1944 na Wilhelma Leitgebera, podoficera Sicherheitspolizei odkomenderowanego do I komisariatu niemieckiej policji kryminalnej w Warszawie (Kriminalpolizei) . 

## Historia
Leitgeber wyszedł cało z zamachu. Cztery miesiące później został zastrzelony przez żołnierzy Kedywu Okręgu Warszawskiego AK .